# Gomielewka
Gomielewka (ros. Гомелевка) – wieś (ros. seło) w południowo-wschodniej Rosji, terytorialnie i administracyjnie należąca do rejonu buriejskiego, w obwodzie amurskim. 
Według danych statystycznych z 2016 roku wieś Gomielewka zamieszkiwało 6 mieszkańców. 